# Pittsburgh Symphony Orchestra

Logo der Ära Manfred Honeck

Das Pittsburgh Symphony Orchestra ist ein amerikanisches Symphonieorchester. Dessen Spielstätte ist das Konzerthaus in Pittsburgh (Pennsylvania), das bei seiner Wiedereröffnung nach einer Renovierung 1971 nach dem ortsansässigen Hauptsponsor des Orchesters benannt wurde und seitdem Heinz Hall for the Performing Arts heißt.

## Geschichte

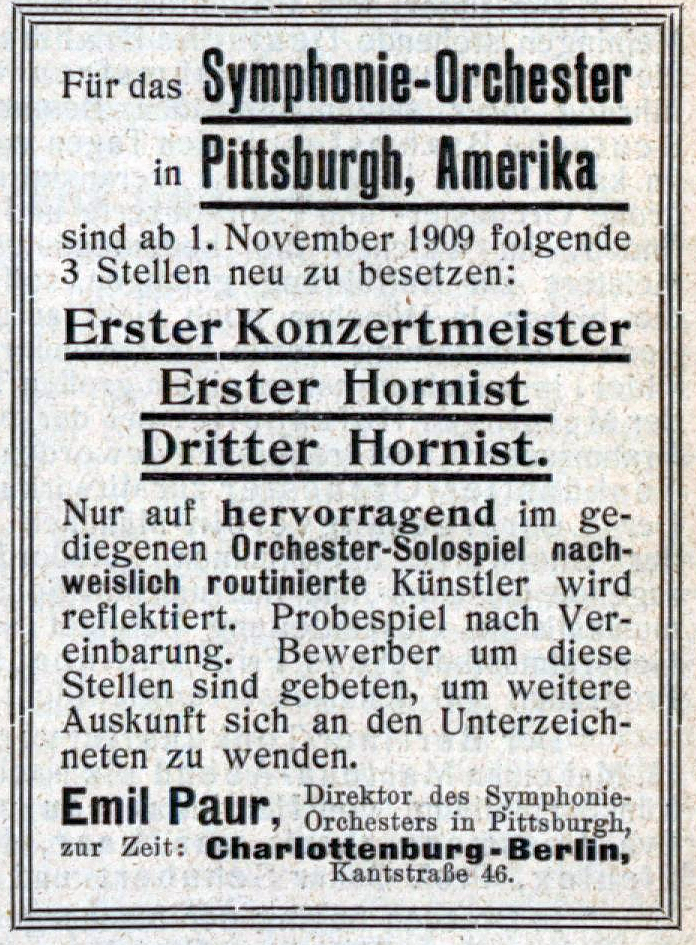
1909: Stellenausschreibung durch Direktor Emil Paur (1855–1932)

Das Orchester wurde von der Pittsburgh Arts Society im Jahr 1895 gegründet und gab im darauffolgenden Jahr sein erstes Konzert. Der erste Dirigent war Frederic Archer (1838–1901), der als ehemaliger Leiter des Boston Symphony Orchestra Musiker aus jenem Orchester engagierte, um das neue Orchester zu verstärken. Bereits in den ersten Jahren kamen Edward Elgar und Richard Strauss nach Pittsburgh.
1910 wurde das Orchester wegen der schlechten finanziellen Situation vorerst aufgelöst. Der Neustart erfolgte 1926, wobei die Musiker zunächst unbezahlt probten. Den größten Zuwachs erfuhr das Orchester 1937 unter dem Dirigat von Otto Klemperer.
Zwischen 2005 und 2008 war das Orchester ohne Chefdirigent; die Mitglieder konnten ihr Repertoire frei wählen. 2009 ist Manfred Honeck zum musikalischen Leiter berufen worden. Sein Vertrag wurde zwischenzeitig bis zur Saison 2027/28 verlängert.

## Chefdirigenten
- 1896–1898: Frederic Archer
- 1898–1904: Victor Herbert
- 1904–1910: Emil Paur
- 1910–1926: kein Spielbetrieb
- 1930–1937: Antonio Modarelli
- 1938–1948: Fritz Reiner
- 1952–1976: William Steinberg
- 1976–1984: André Previn
- 1988–1996: Lorin Maazel
- 1996–2004: Mariss Jansons
- 2005–2008: ohne musikalischen Leiter (künstlerischer Berater: Sir Andrew Davis)
- Seit 2009: Manfred Honeck